# 122P/de Vico
122P/de Vico o Cometa de Vico è una cometa periodica del Sistema solare, appartenente alla famiglia cometaria della cometa di Halley.
Fu scoperta il 20 febbraio 1846 da Roma dall'astronomo italiano Francesco de Vico, non è stata riosservata al passaggio del 1922 e pertanto considerata persa, ed infine riscoperta casualmente nel 1995, dagli astrofili giapponesi Yuji Nakamura, Masaaki Tanaka e Syogo Utsunomiya.
La cometa percorre la sua orbita in circa 74,35 anni e si prevede che ripasserà al perielio attorno al 13-14 ottobre 2069. Nel maggio 1698 la cometa ha avuto un passaggio ravvicinato col pianeta Venere mentre tra il 2153 ed il 2154 ne avrà un altro col pianeta Urano.